# Santa María de Jesús
Santa María de Jesús è un comune del Guatemala facente parte del dipartimento di Sacatepéquez.
La popolazione ha origine dagli indigeni Quiché originari della zona di Quetzaltenango. A partire dal 1540 si hanno notizie storiche che indicano l'abitato come amministrato da missionari domenicani.